# Exoneura schwarzi
Exoneura schwarzi är en biart som först beskrevs av Michener 1983.  Exoneura schwarzi ingår i släktet Exoneura och familjen långtungebin. Inga underarter finns listade i Catalogue of Life.